# دومنيتسي
دومنيتسي (بالبلغارية: Думници)‏ قرية تقع إدارياً ضمن بلدية غابروفو ‏ في بلغاريا. ويبلغ عدد سكانها 61 نسمة حسب تعداد 15 مارس 2015. تعتمد دومنيتسي للبريد على الرمز البريدي 5345.